# Ciutat Esportiva Joan Gamper

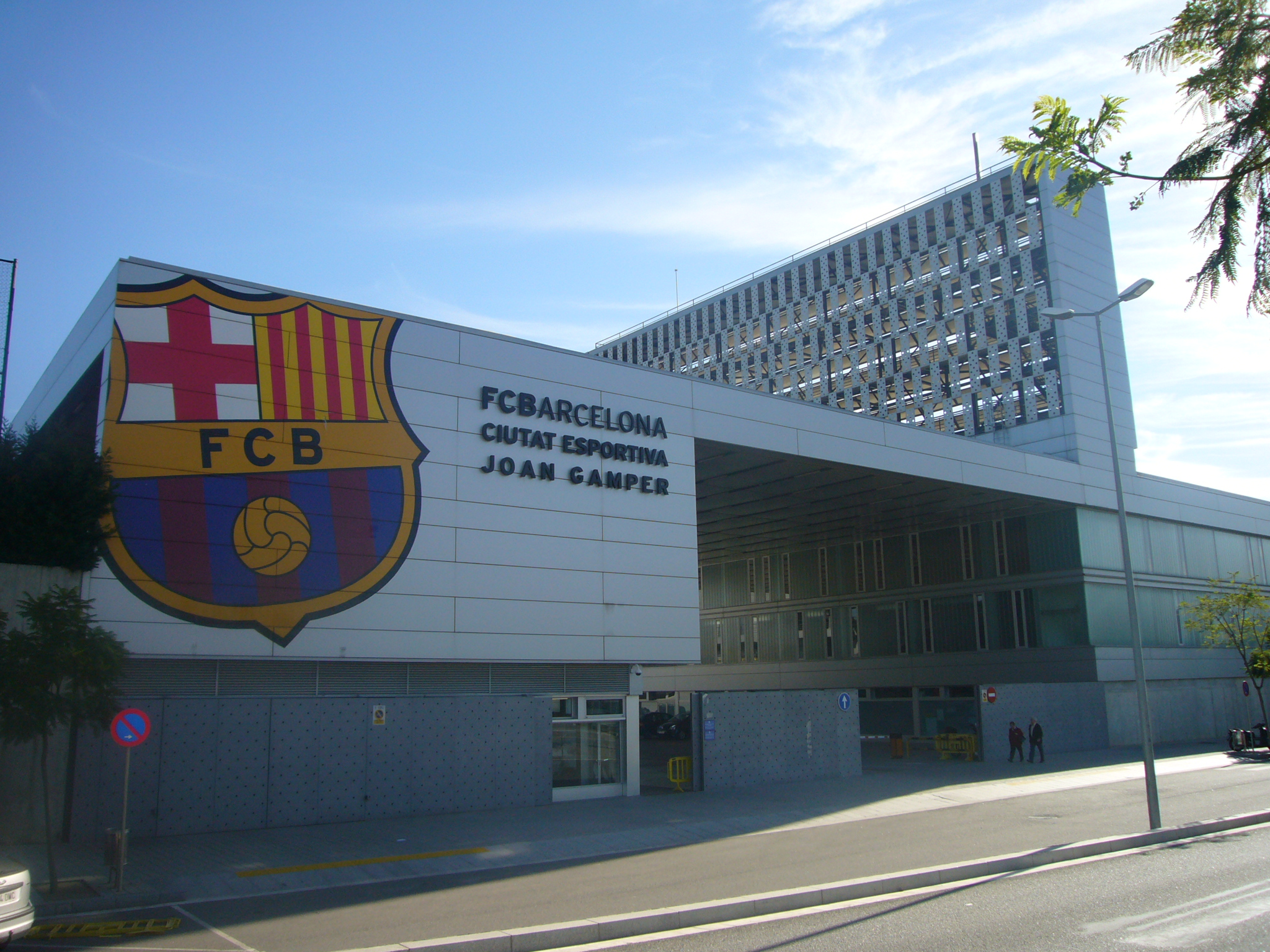
Eingangsgebäude

Die Ciutat Esportiva Joan Gamper (deutsch ‚Joan-Gamper-Sportstadt‘) ist das Trainingsgelände des spanischen Vereins FC Barcelona. Es befindet sich in Sant Joan Despí, etwa fünf Kilometer vom Camp Nou entfernt, und ist nach dem Gründer des Vereins, Joan Gamper, benannt.
Das 13,7 ha große Areal ist in vier Hauptbereiche unterteilt: die Trainingsplätze, eine Multisport-Halle, das Hauptgebäude und ein Gebäude für die Umkleide. Das Gelände umfasst neun Fußballplätze, davon sind vier mit Kunstrasen und ein Kleinfeld. Die Multisport-Halle beinhaltet drei Spielfelder für Basketball, die aber auch von den Handball- oder Futsalspielern benutzt werden können.

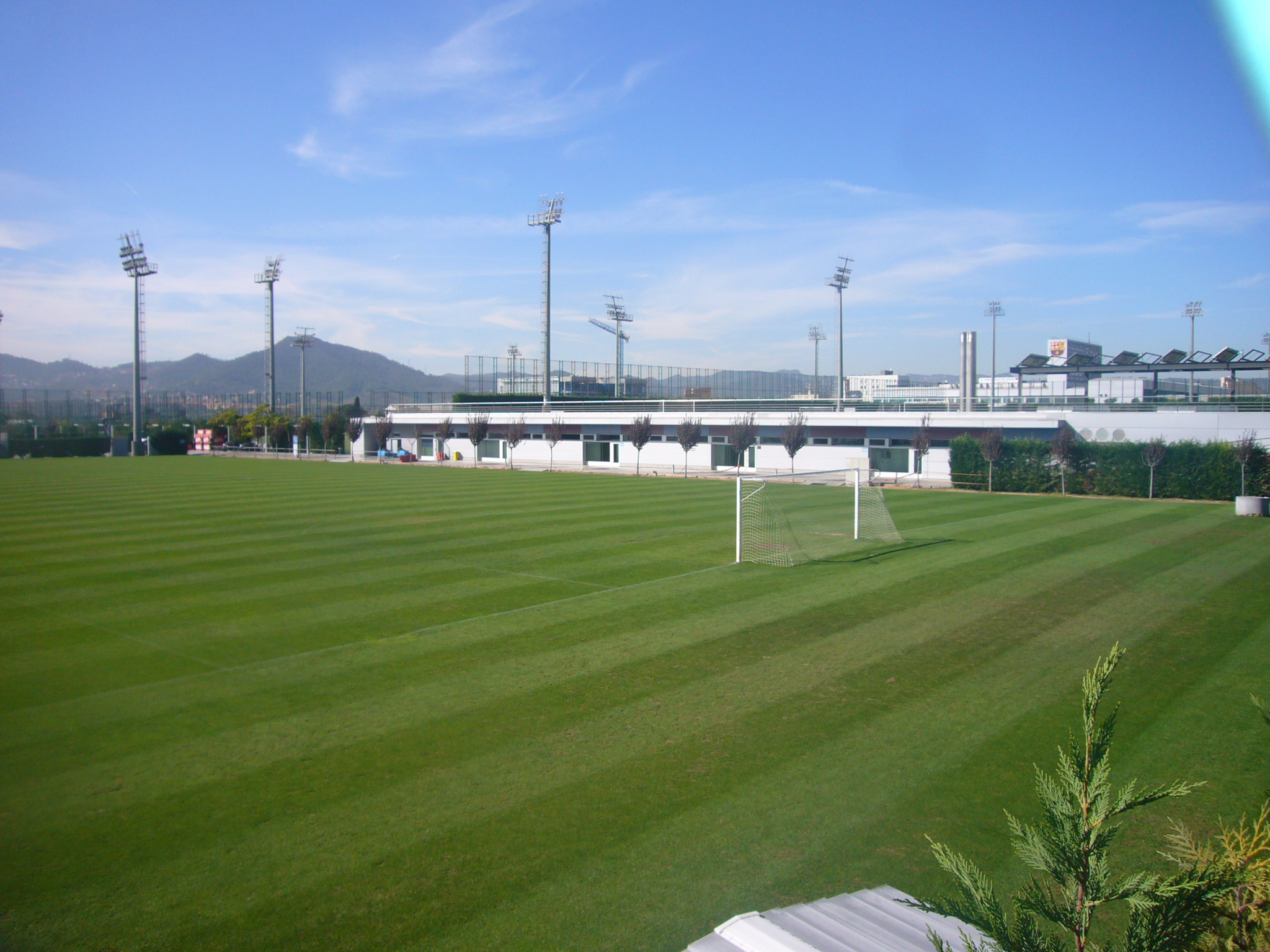
Eines der neun Fußballfelder

Die Eröffnung des Trainingsgeländes erfolgte am 1. Juni 2006. Dabei diente es zunächst den Jugendmannschaften als Trainingsgelände und Heimstätte für den regulären Spielbetrieb. Andere Sportsektionen des Vereins, z. B. die Basketball-, Handball- oder Futsalabteilung, tragen ihre Trainingseinheiten in der Multisport-Halle aus. Die erste Mannschaft der Fußballabteilung trainiert hier seit 19. Januar 2009, in der Regel unter Ausschluss der Öffentlichkeit. Zuvor trainierte sie dreißig Jahre lang in unmittelbarer Nähe zum Camp Nou und La Masia.
Im Jahr 2011 zog auch La Masia, die Jugendakademie des Vereins, in ein neu errichtetes Gebäude in die Ciutat Esportiva Joan Gamper um.
Für den Aufbau des Ciutat Esportiva Joan Gamper fielen Kosten von 42,5 Millionen Euro an, dazu kamen weitere 25,6 Millionen Euro für die Urbanisierung. Bereits 1989 plante der damalige Vereinspräsident Josep Lluís Núñez den Bau der Sportstätte. Probleme mit der Finanzierung, den Eigentümern des Geländes und den öffentlichen Einrichtungen führten dazu, dass zwischen der Grundsteinlegung Ende 2000 und der Fertigstellung weitere sechs Jahre vergingen.
Im August 2019 wurde das Estadi Johan Cruyff auf dem Gelände eröffnet, in dem die zweite Mannschaft, die A-Jugend und die Frauenmannschaft ihre Heimspiele austragen.